# Jan Innocenty Töpper
Jan Innocenty Töpper (niem. Johann Innozenz Töpper; ur. 1699 w Dzikowcu, zm. 10 września 1778 w Prudniku) – niemiecki architekt, projektant i budowniczy doby baroku, działający na terenie Śląska.

## Życiorys

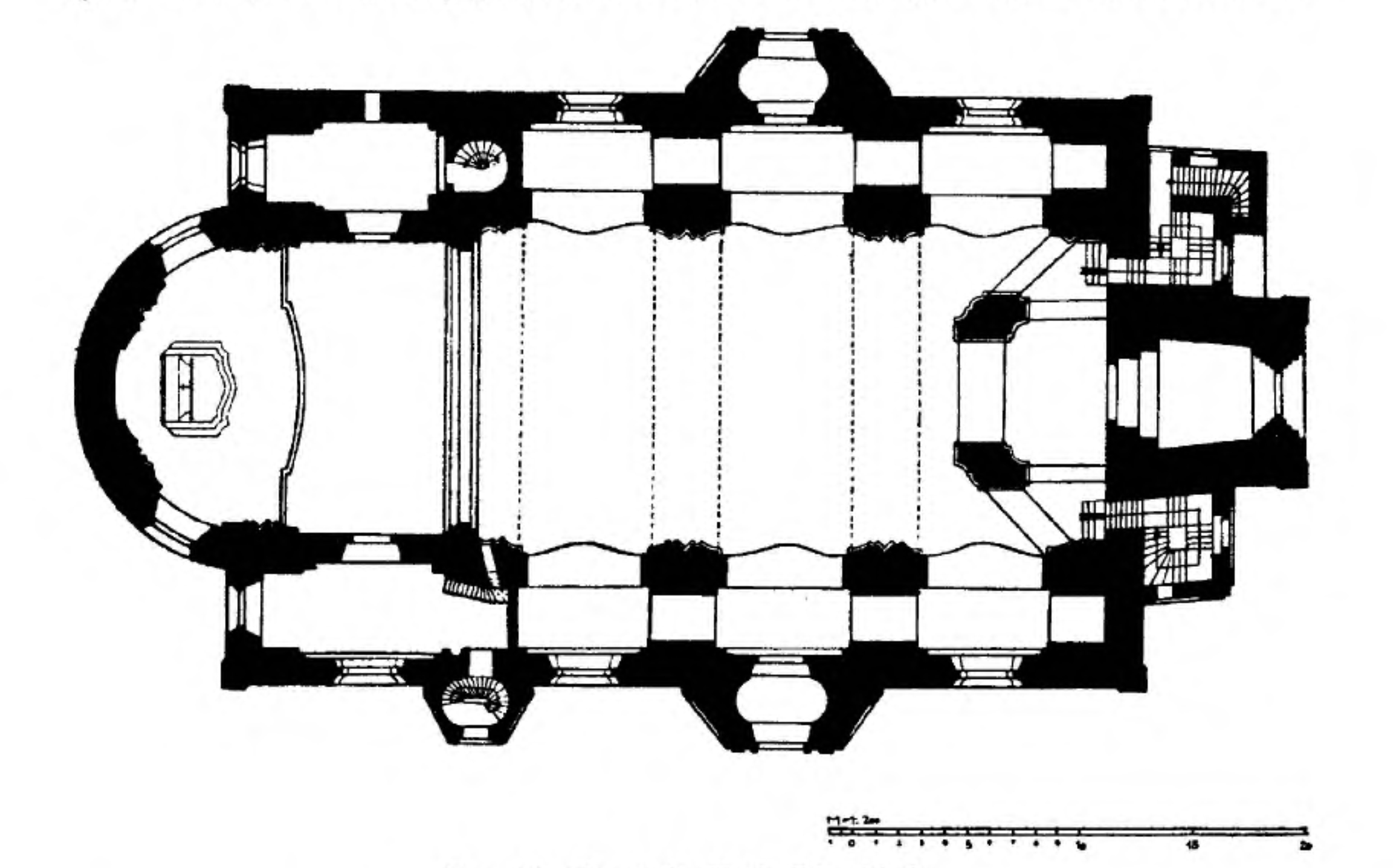
Plan kościoła w Prudniku – drugiego dzieła Töppera

Urodził się w 1699 w Dzikowcu koło Nowej Rudy na Dolnym Śląsku. Przyjął obywatelstwo i zamieszkał w Prudniku na Górnym Śląsku. Był uczniem Martina Frantza. Prawdopodobnie praktykował na budowie kościoła bożogrobców w Nysie w latach 1720–1728. Pierwszym świadectwem jego twórczości była barokowa przebudowa kościoła św. Wawrzyńca w Głuchołazach. Nie jest znana dokładna data rozpoczęcia właściwej budowy na resztkach częściowo odbudowanego po spaleniu w 1428 kościoła. Nawa i kaplice był gotowe w 1729, a prace wykończeniowe trwały do 1734. W 1730 Rada Miasta Prudnika wydała decyzję o budowie nowego kościoła parafialnego św. Michała Archanioła, którego projekt wykonał Töpper. Według dokumentów, jego podpis widniał na kartuszu zdobiącym emporę organową. W 1731 w kościele w Prudniku ożenił się z wdową po Tobiaszu Heller, która zmarła w 1735. Ożenił się drugi raz i był ojcem siedmiorga dzieci. W dokumencie z 1750 wspomniany jako mistrz budowlany miasta Prudnik.
W 1750 w Śmiczu koło Prudnika rozpoczęto budowę zaprojektowanego przez niego kościoła św. Katarzyny Aleksandryjskiej. Około 1750 zaprojektował kościół Bożego Ciała i św. Norberta w Czarnowąsach pod Opolem. Według jego projektu wzniesiono kościół św. Andrzeja Apostoła w Lubnowie koło Paczkowa. Zaprojektował również kościół i klasztor pijarów w Bílej Vodzie (1755–1767). Jego następnym projektem był kościół św. Idziego i św. Bernarda oraz Klasztor Franciszkanów w Głubczycach, zbudowany w latach 1756–1758. W latach 1765–1766 był kierownikiem budowy kościoła św. Mateusza w Gryżowie koło Prudnika.
Część historyków przypisuje Töpperowi również autorstwo projektów kościoła św. Piotra i Pawła w Ścinawie Nyskiej (ok. 1730), kościoła Matki Bożej Bolesnej i św. Onufrego na Kaplicznej Górze w Prudniku (1750–1751), kapliczki św. Antoniego na Lipach w Prudniku, zamku w Łące Prudnickiej, zajazdu przy ul. Piastowskiej, browaru przy ul. Zamkowej, domu Weidingerów przy Rynku oraz kaplicy na skrzyżowaniu ulic Wiejskiej i Jesionkowej w Prudniku.

## Działalność architektoniczna
Jego dzieła charakteryzują się prostotą budowli z zewnątrz i bogactwem dekoracji wewnątrz, cytując koncepcje architektoniczne Dientzenhoferów. Budowle Töppera wyróżniał trójlistny wykrój lunet sklepionych nad emporami oraz oszczędne wydobywanie zewnętrznych elewacji – filarów potrójnych.
Wśród licznych prac Töppera, obejmujących realizacje domów mieszczańskich oraz modernizację i rozbudowę kościołów, znalazły się m.in.:
- Kościół św. Wawrzyńca w Głuchołazach (1729)[14][15]
- Kościół św. Michała Archanioła w Prudniku (1730)[16][17]
- Kościół św. Piotra i Pawła w Ścinawie Nyskiej[18] (ok. 1730)
- Zakrystia z oratorium w kościele Wniebowzięcia Najświętszej Maryi Panny w Zlatych Horach (1740)[19]
- Kościół Matki Bożej Bolesnej i św. Onufrego w Prudniku (1750)[12]
- Kościół św. Katarzyny Aleksandryjskiej w Śmiczu (1750)[20]
- Kościół Bożego Ciała i św. Norberta w Opolu-Czarnowąsach (ok. 1750)[21]
- Kościół św. Andrzeja Apostoła w Lubnowie[22]
- Klasztor Pijarów w Bílej Vodzie (1755)[22]
- Kościół św. Idziego i św. Bernarda oraz Klasztor Franciszkanów w Głubczycach (1756)[23][24][25]
- Kościół św. Mateusza w Gryżowie (1765)[11]
- Kapliczka św. Antoniego w Prudniku
- Zajazd w Prudniku
- Browar w Prudniku
- Kamienica Weidingerów w Prudniku
- Kaplica na skrzyżowaniu ul. Wiejskiej i Jesionkowej w Prudniku

### Galeria

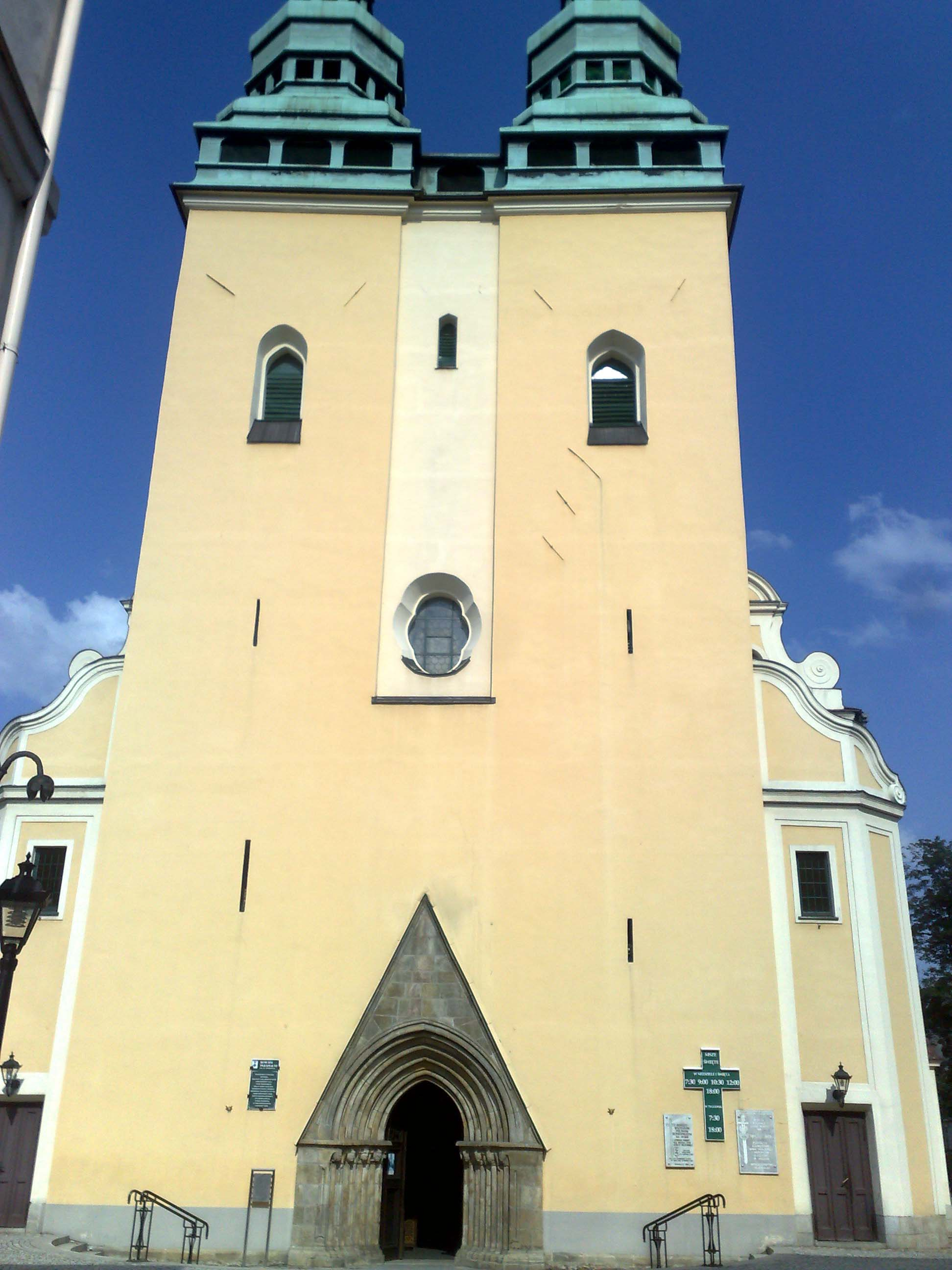
Kościół św. Wawrzyńca w Głuchołazach
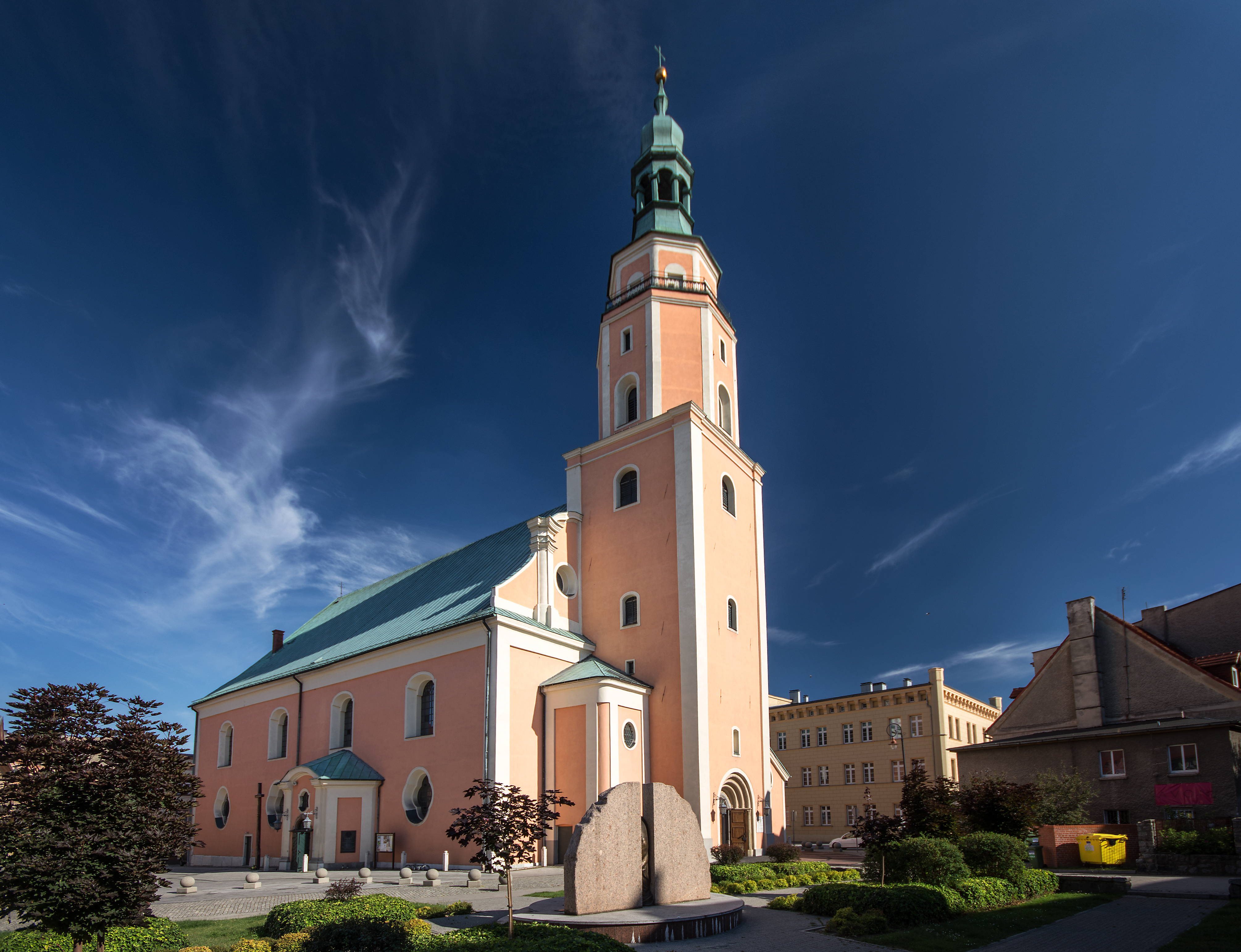
Kościół św. Michała Archanioła w Prudniku
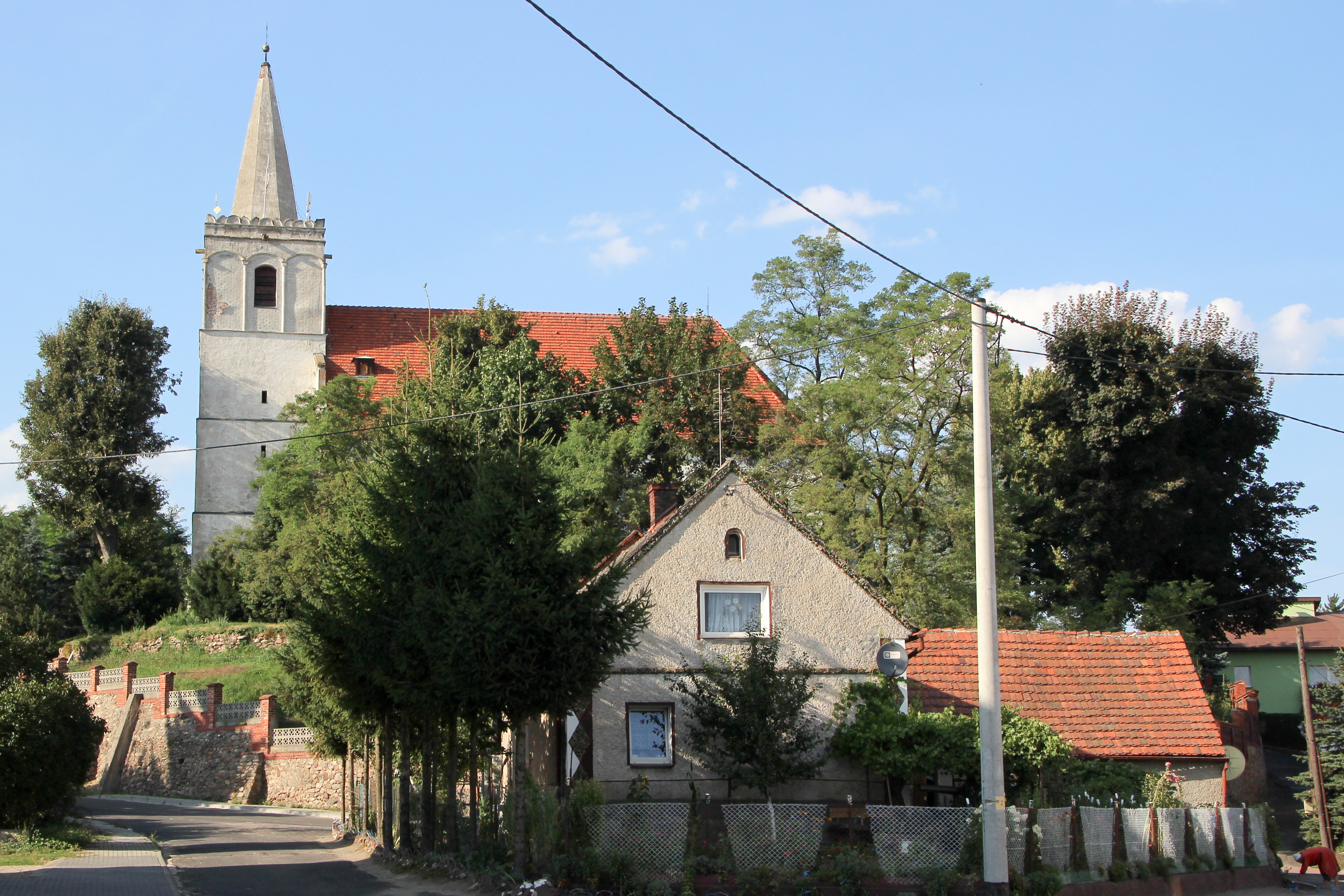
Kościół św. Piotra i Pawła w Ścinawie Nyskiej
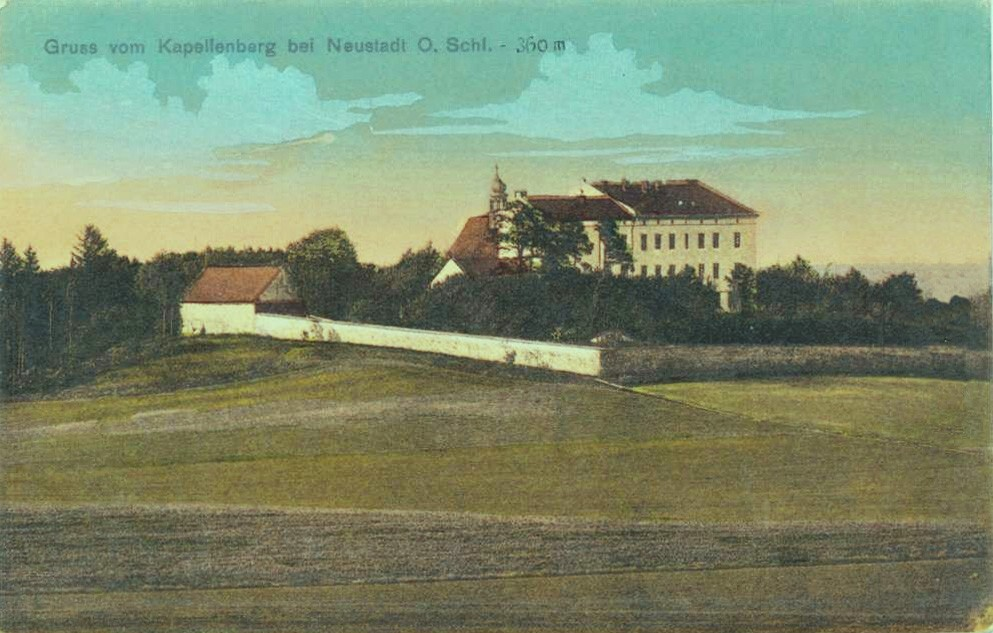
Sanktuarium Matki Bożej Bolesnej w Prudniku
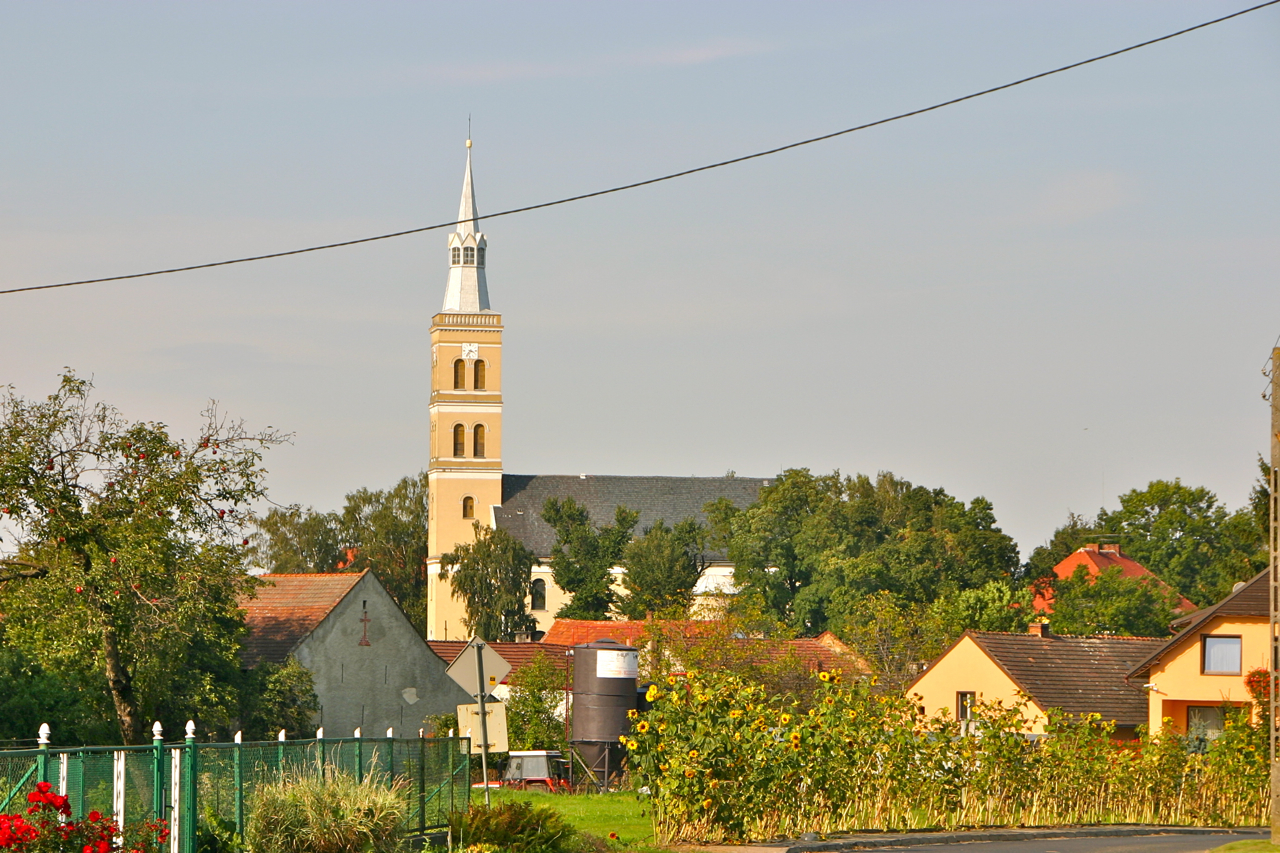
Kościół św. Katarzyny Aleksandryjskiej w Śmiczu
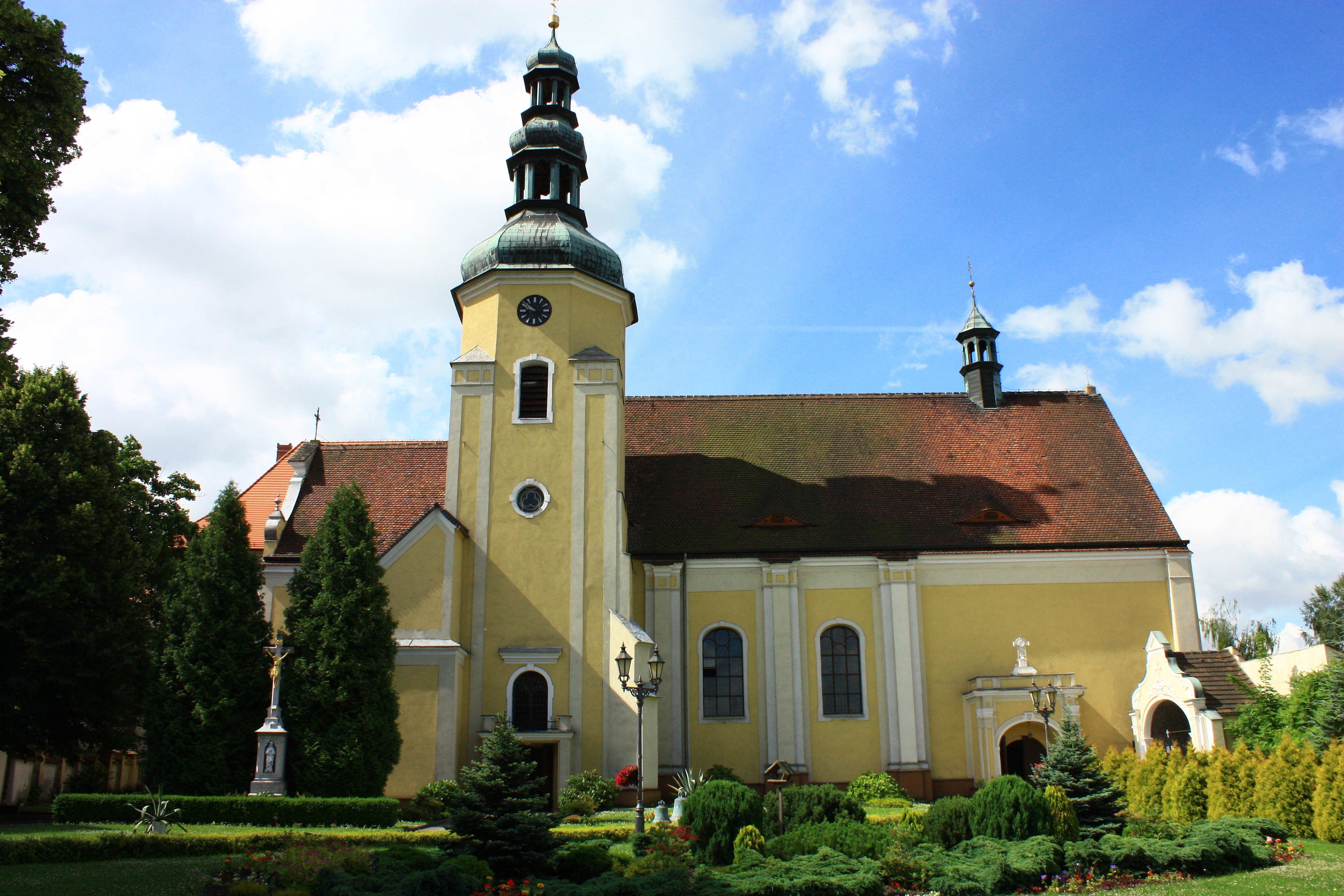
Kościół Bożego Ciała i św. Norberta w Czarnowąsach
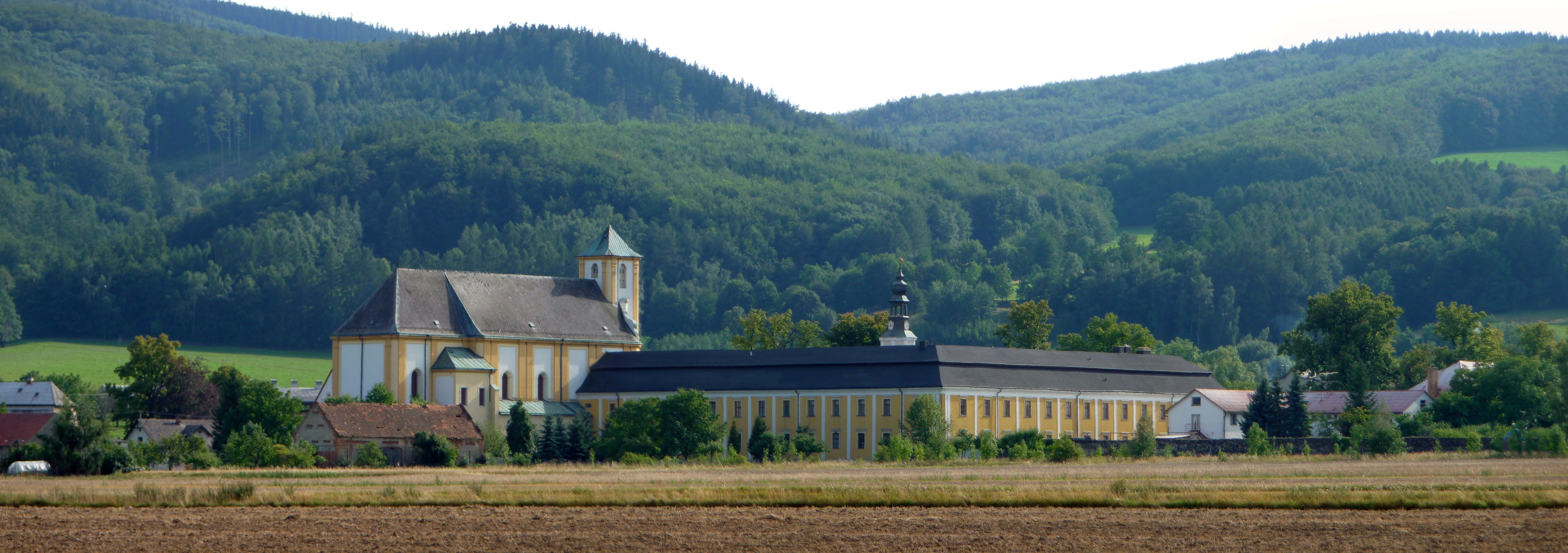
Klasztor Pijarów w Bílej Vodzie
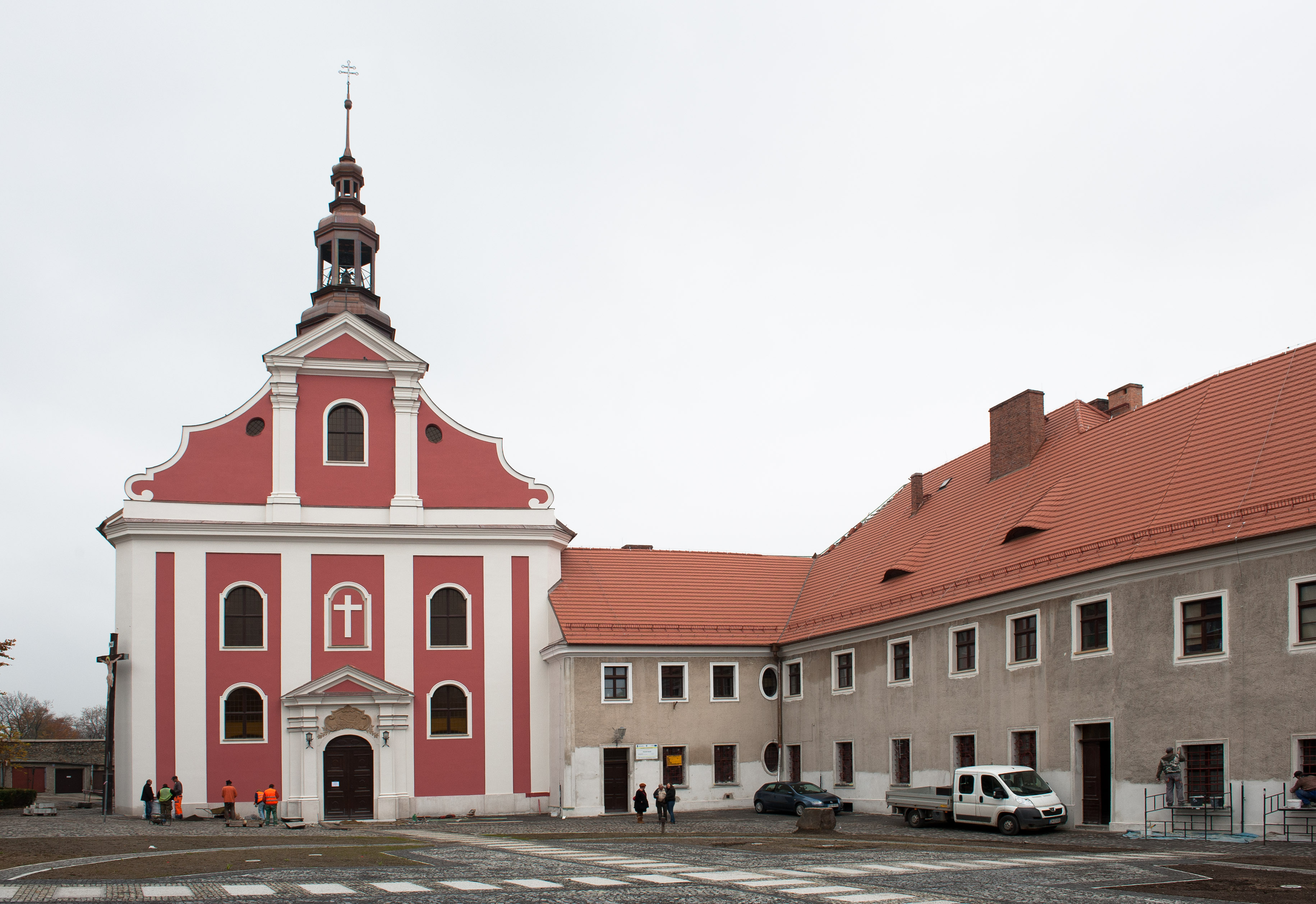
Kościół św. Idziego i św. Bernarda oraz Klasztor Franciszkanów w Głubczycach
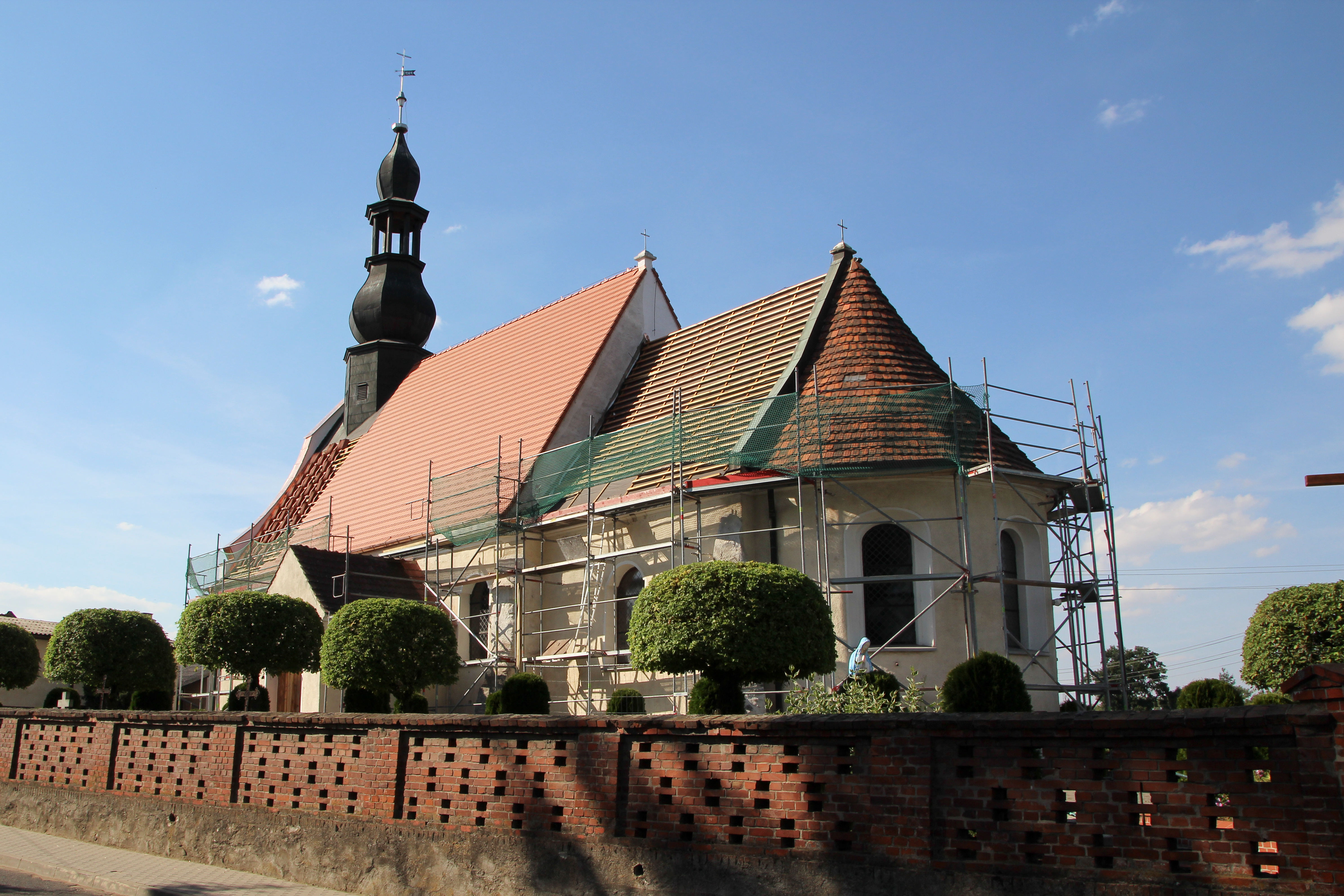
Kościół św. Mateusza w Gryżowie
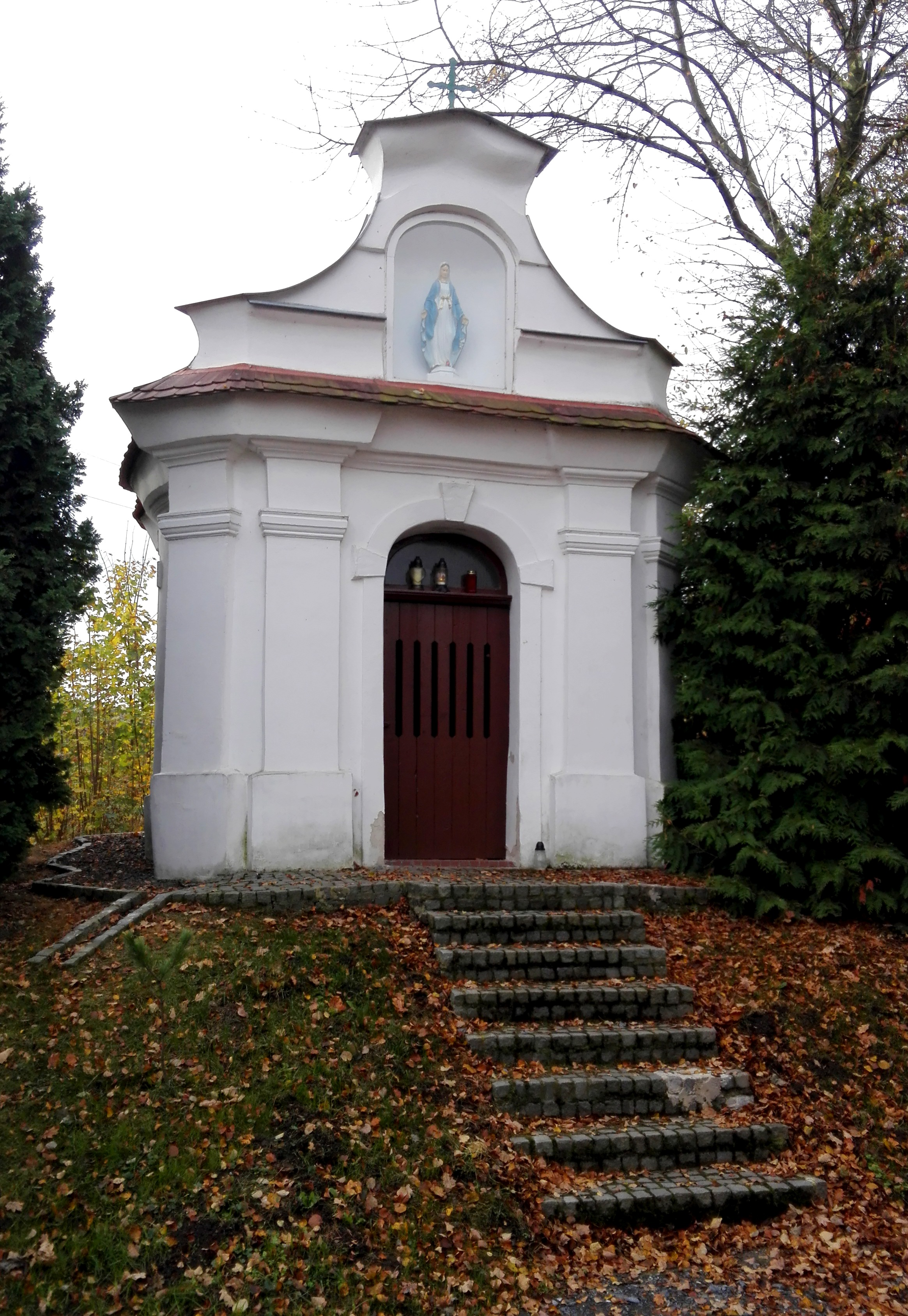
Kapliczka św. Antoniego w Prudniku
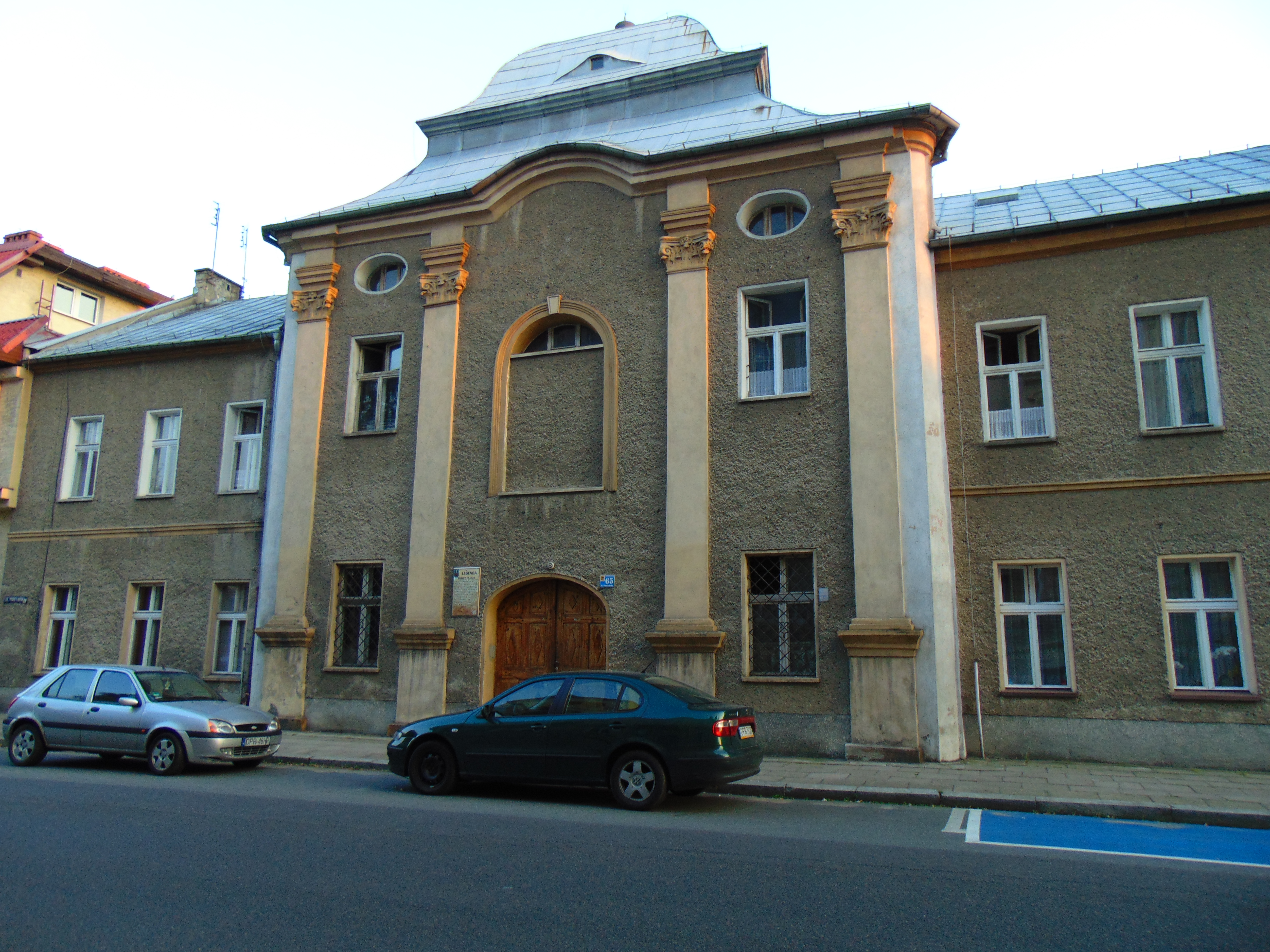
Zajazd w Prudniku
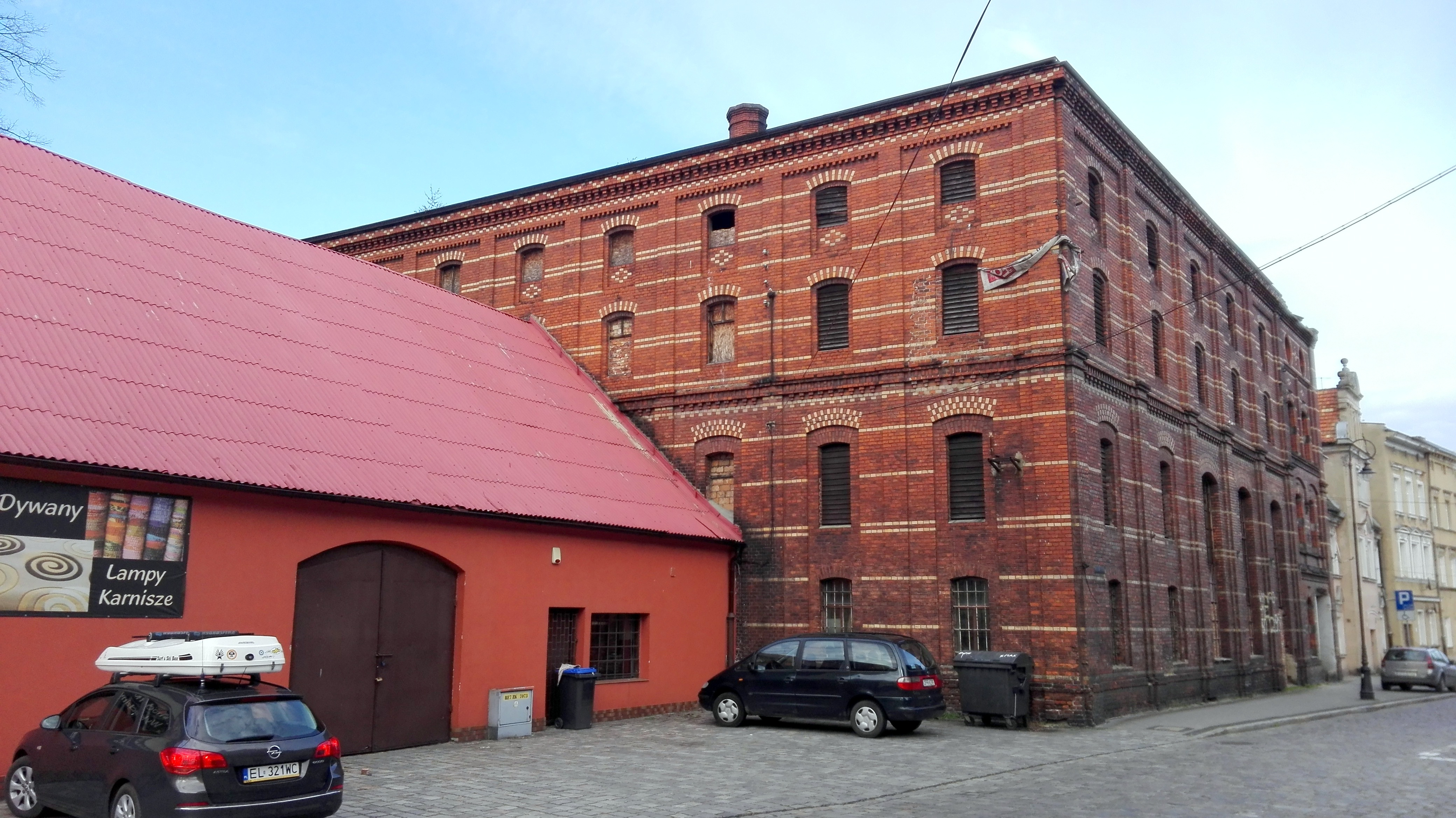
Browar w Prudniku
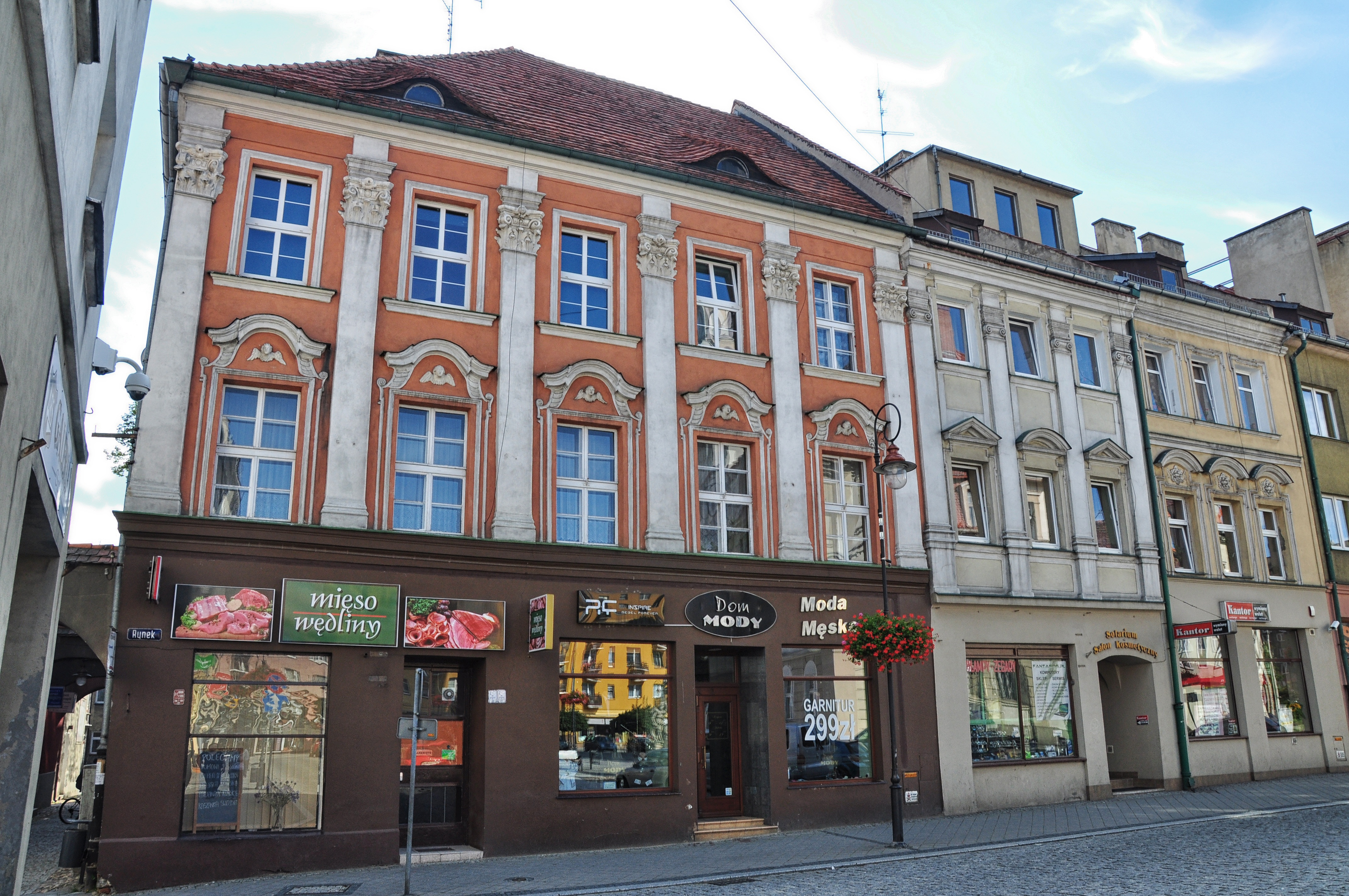
Kamienica Weidingerów w Prudniku
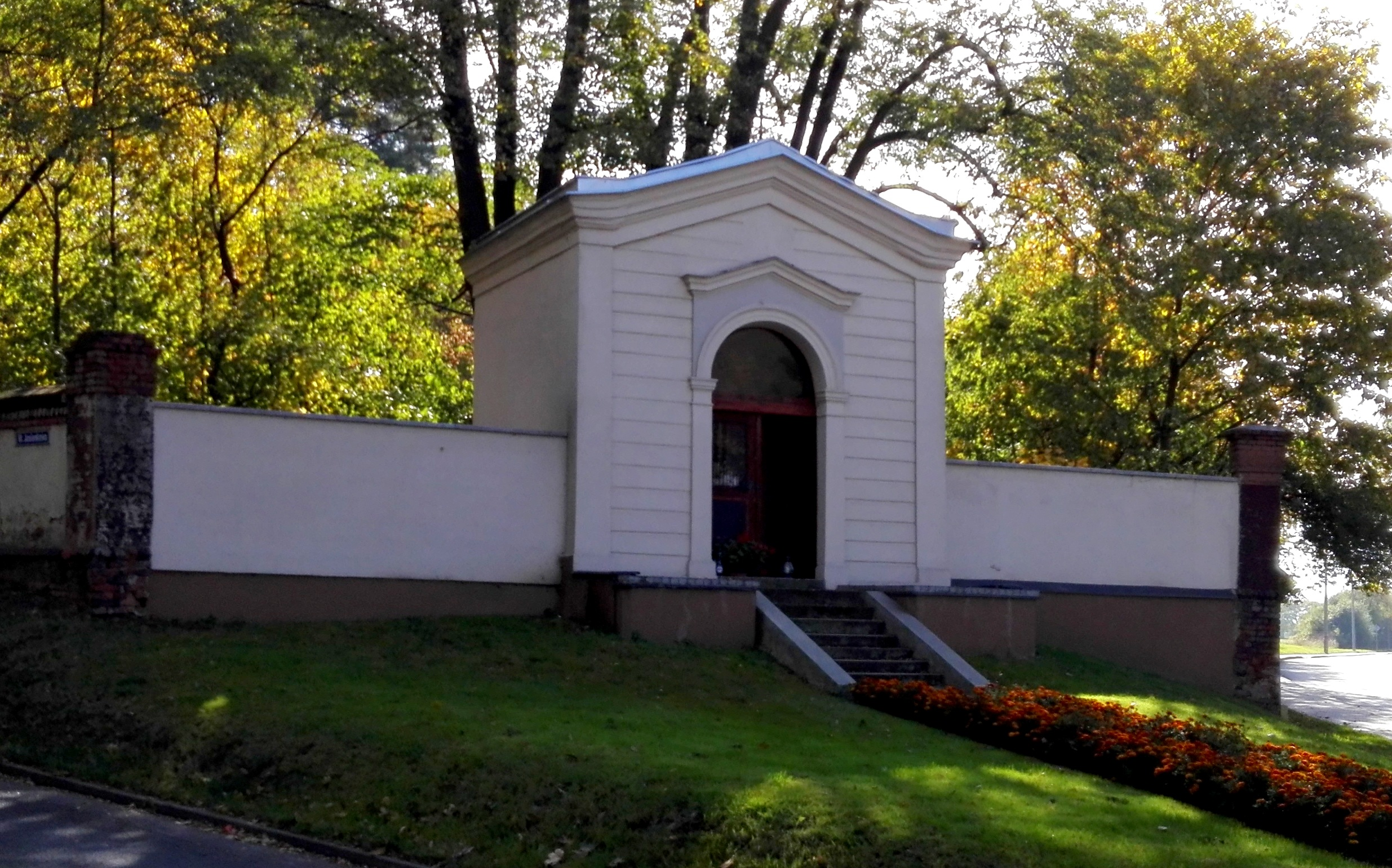
Kaplica na skrzyżowaniu ul. Wiejskiej i Jesionkowej w Prudniku